# Универзитет Џорџтаун
Универзитет Џорџтаун (енгл. Georgetown University) је приватни универзитет у делу Вашингтона под називом Џорџтаун. Основан је 1789. године под називом Колеџ Џорџтаун, а основао га је владика Џон Керол. Главни кампус универзитета, на брду изнад реке Потомак, препознатљив је по Хили Холу, националном историјском обележју. Повезан је са Дружбом Исусовом, а најстарија је католичка високошколска установа у САД, иако већина студената тренутно нису католици.
Пријем у Џорџтаун се сматра веома селективним. Нуди дипломске програме у четрдесет осам дисциплина, који уписују у просеку 7.500 преддипломских и 10.000 постдипломских студената из више од 135 земаља.